# 인민권력당 (태국)
인민권력당(人民權力黨, 태국어: พรรคพลังประชาชน 팍 팔랑 쁘라차촌[*])은 1998년부터 2008년까지 있었던 태국의 정당이다.
번역에 따라 인민의 힘 당으로 불리기도 한다.
용윳 티야빠이랏 인민권력당 부총재 겸 하원의장이 2007년 총선에서 부정 선거를 저지른 것과 관련해, 태국 헌법재판소가 2008년 정당을 해산시켰다.